# Parzniewice
Parzniewice – wieś w Polsce położona w województwie łódzkim, w powiecie piotrkowskim, w gminie Wola Krzysztoporska. W 2013 na terenie Parzniewic mieszkały 433 osoby.
| SIMC    | Nazwa            | Rodzaj     |
| ------- | ---------------- | ---------- |
| 0555755 | Łużyk            | przysiółek |
| 0555726 | Parzniewice Duże | część wsi  |
| 0555732 | Parzniewice Małe | część wsi  |

Pierwsza wzmianka o Parzniewicach pochodzi z 1393 roku.
Do 1954 roku istniała gmina Parzniewice, następnie, do 1972 roku gromada Parzniewice.
W latach 1975–1998 miejscowość administracyjnie należała do województwa piotrkowskiego.